# Легат Миленка Шербана
Легат Миленка Шербана је репрезентативна збирка материјалних културних добара које је овај дародавац као припадник генерацији уметника која је допринела формирању модерног српског и југословенског сликарства 1920-их и 1930-их година, легирао граду Београду. О овом легату бригу води Кућа легата из Београда.

## Живот и каријера дародавца Миленка Шербана
Миленко Шербан рођен у Черевићу 1907. године, био је личност велике ерудиције, чије је целокупно стваралаштво испољено у различитим областима уметности и културе - сликарству, сценографији, костиму, педагошком раду. Припадао је генерацији српских и југословенских уметника која је допринела формирању модерног српског и југословенског сликарства 1920-их и 1930.их година. Студирао је сликарство на Академији Колароси и код Андреа Лота у Паризу.
За живота Миленко Шербан је професор на Академији примењених уметности и Академији за позориште, филм, радио и телевизију у Београду, кустос и управник Музеја Матице српске у Новом Саду, значајнији сценограф Српског народног позоришта и Народног позоришта Дунавске бановине у Новом Саду и Југословенског драмског позоришта у Београду.
Умро је у Београду 1979. године.

## О легату
Легат Миленка Шербана, чини следећа покретна културна материјална добра:
Сликарска дела Миленка Шербана
Репрезентативни избор од 35 сликарских дела Миленка Шарбан, од којих је највећи број израђен у техници уља на платну и пастела на хартији. Међу овим делима најзаступљенији су портрети, мртва природа, војвођански пејзажи и београдска визурама, традиционалне теме кроз које је Шербан успео да своме делу обезбеди велики степен аутономије.
Колекција слика пријатеља Миленка Шербана
Ову колекцију чини 18 дела пријатеља и савременика Миленка Шарбана. Од Шербанових многобројних пријатеља и савременика у њој се налазе дела Надежде Петровић, Зоре Петровић, Петра Лубарде, Мила Милуновића, Стојана Аралице, Марка Челебоновића, Милана Коњовића, Ивана Табаковића, Недељка Гвозденовића, Ивана Радовића, Пеђе Милосављевића, Миливоја Николајевића, Крста Хегедушића, Петра Добровића, Сретена Стојановића и Михаила Томића.
Колекција предмета
Легат чини и репрезентативна колекција 7 предмета примењене уметности - намештај, тепих, посуђе, из периода од 17. до 19. века.

## Напомена
1. ↑  Као сценограф, Миленко Шарбан је међу првима је настојао да модернизује сценографију у смислу прихватања савремених ликовних решења